# Saint-Aigny
Saint-Aigny är en kommun i departementet Indre i regionen Centre-Val de Loire i de centrala delarna av Frankrike. Kommunen ligger i kantonen Le Blanc som tillhör arrondissementet Le Blanc. År 2022 hade Saint-Aigny 272 invånare.

## Befolkningsutveckling
Antalet invånare i kommunen Saint-Aigny
Referens:INSEE